# Княжество Самос
Княжество Самос (греч. Ηγεμονία της Σάμου) — государство, существовавшее с 1832 по 1912 год в вассальной зависимости от Османской империи и под защитой Российской империи, Королевства Франция (а с течением времени и второй республики, второй империи и третьей республики) и Британской империи на острове Самос.

## История
Несмотря на то, что во время греческой войны за независимость в ходе Самосского сражения восставшие греки отстояли Самос и остров оставался под их контролем до конца войны — по Лондонской конвенции принятой в 1827 году он остался под контролем Османской империи. Взамен воссоединения с новосозданным Греческим государством Самос получил в 1832 году статус вассального княжества под сюзеренитетом Османской империи и защитой Российской империи, Британской империи и Королевства Франция.
В 1912 году национальное собрание Самоса приняло решение о присоединении к Греции. Присоединение к Греции было закреплено Бухарестским мирным договором в 1913 году.

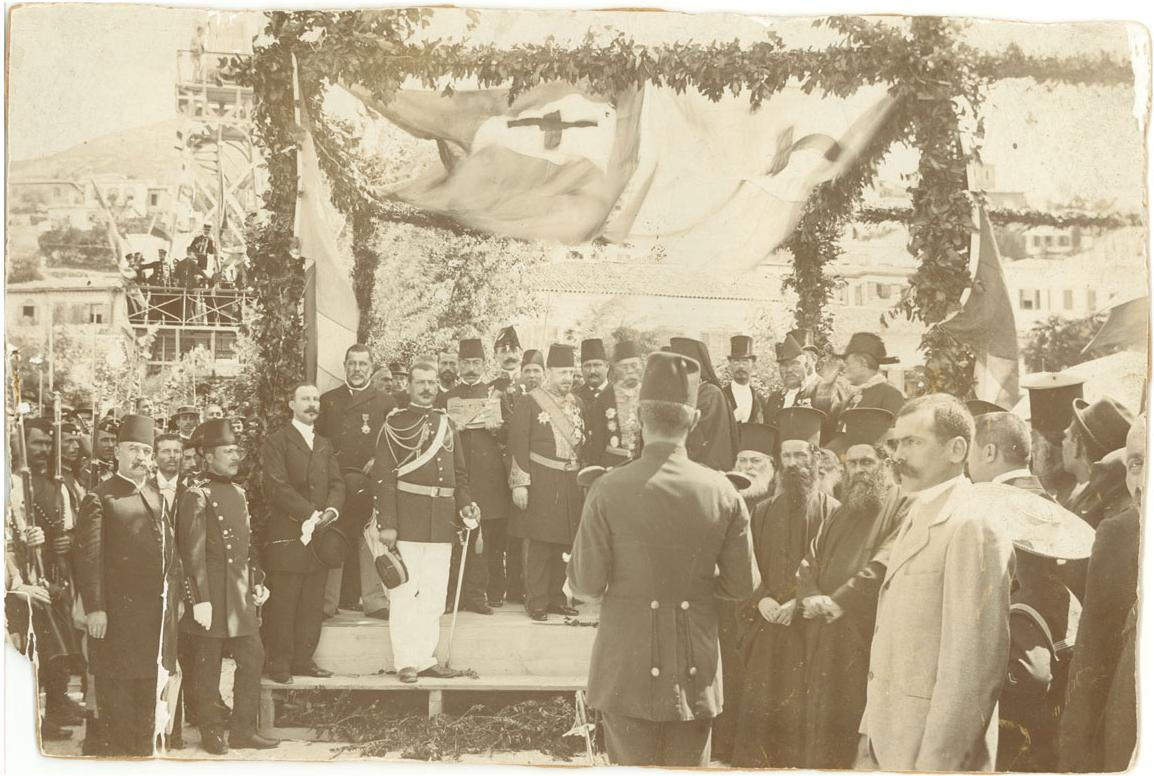
Присяга Стефаноса Мусуроса при вступлении на княжение Самосом. Фотография 1896 года

## Политическое устройство
Княжество Самос являлось монархией, правитель которой, с титулом князя, назначался османским султаном и по вероисповеданию должен был быть православным. Княжество было обязано выплачивать Османской империи ежегодную дань в размере 300 000 пиастров.
Исполнительную власть представлял князь, которому в принятии решений помогал Сенат — орган состоящий из четырёх членов, которые избирались из восьми кандидатов, представлявших четыре района острова: Самос (Вати), Хора, Маратокамбос и Неон-Карловаси.
Законодательная власть была представлена палатой из 36 (26) депутатов под председательством митрополита.
Резиденции князя и правительства располагались в городе Самос (Вати).

## Население
По данным на 1894 год население княжества составляло 48666 человек, кроме того 13500 самосцев жили на малоазиатском берегу. Из 614 чужестранцев живших на Самосе — 565 были греками.
По данным 1900 года население острова составляло около 54830 жителей, не учитывая 15000 выходцев с Самоса населявших прилегающие берега. В княжестве жило 634 иностранцев, из них: 523 греков, 13 немцев, 29 французов, 28 австрийцев и 24 жителя других национальностей.
По данным переписи 1902 года население княжества составляло жителей 53424 живущих в пределах княжества и до 15000 живущих в малоазиатской части Османской империи жителей. Из живущих в пределах княжества 1197 являлись иностранцами, из них 1080 греков.
Основной религией жителей острова являлось православие;  верующие находились в юрисдикции Константинопольской православной церкви.

## Армия

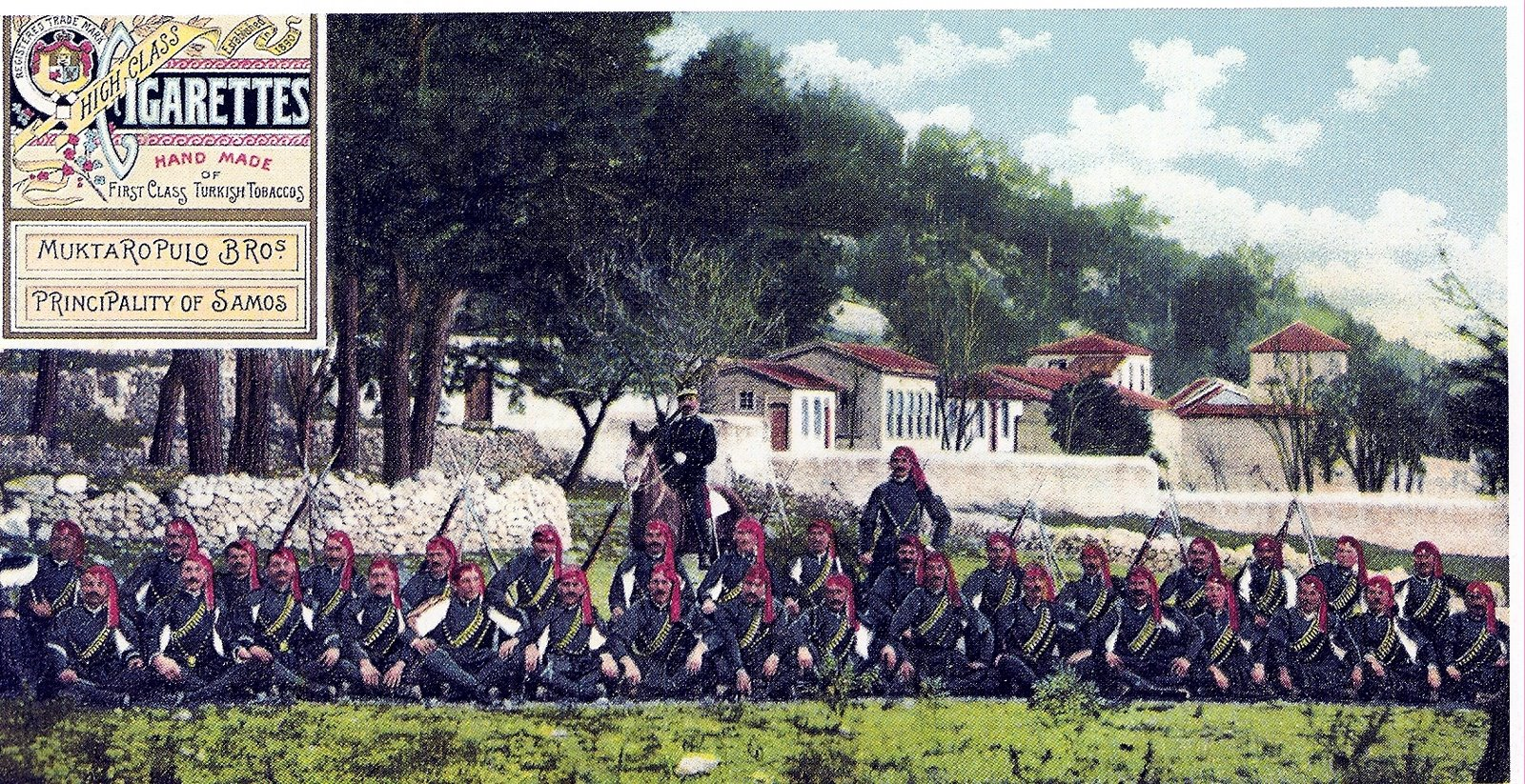
Жандармы Княжеской Жандармерии Самоса. 1899 год

На Самосе существовала собственная Княжеская Жандармерия.

## Экономика
На острове встречался ряд полезных минералов (цинк, серебристый свинец, железо, сурьма), однако их добывали мало — основной статьёй экспорта государства являлось вино, которое с античных времён пользовалось хорошей репутацией на Ближнем Востоке. Также Самос экспортировал шёлк, масло, изюм и другие сухофрукты. В княжестве добывали и так называемый «самосский камень», который использовали в полировке золота, и «самосскую землю», которую использовали в медицинских целях, однако влияние их добычи на экономику государства неизвестно. 
Под разведение винограда в княжестве обрабатывалось до 30500 гектаров земли.
Основными занятиями населения являлись земледелие, торговля и мореплавание.
Вывоз в 1881—1894 годах колебался между 11,8 и 26,3 миллионами пиастров, основу его составили изюм, вино, растительное масло и шкуры, а ввоз, в основном хлеб, мука, колониальные товары и ткани — между 14 и 21,7 миллионами пиастров.
Государственный бюджет в 1905—1906 годах получил прибыль в размере 2,8 миллионов пиастров; расходы составили 3,3 миллиона пиастров, из них 300 тысяч пиастров дани Османской империи; государственный долг составил 2,2 миллиона пиастров.

## Флот и мореходство
Флот Княжества Самос состоял из 742 судов, вместимостью в 7813 тонн.
Движение судов в 1894 году составило 1164 парохода, с 323005 тоннами груза, и 3069 парусных судов, с 252867 тоннами груза.

## Образование

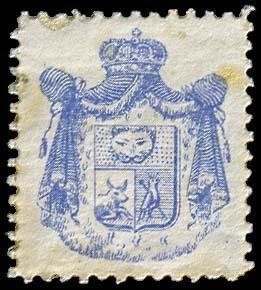
Первая марка Самоса, выпущенная в 1878 году

В княжестве имелись: гимназия, 3 схолархии, 9 женских и 35 мужских училищ, с 3362 учениками и 1477 ученицами.

## Почта и телеграф
Первую марку Княжество Самос выпустило в 1878 году, на ней был изображен герб государства без надписей. Самос выпускал собственные марки с 1878 по 1915 год, однако с 1912 года на марках делалась надпечатка «Греция». В средине 1915 года марки Самоса были изъяты из обращения.
В княжестве существовала телеграфная сеть, ею были соединены основные города острова.

## Символика
У Княжества Самос имелись свои государственные флаг и герб, также у князя Самоса был личный штандарт.

Государственный флаг Княжества Самос
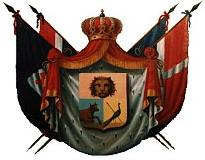
Государственный герб Княжества Самос
Личный штандарт князя Самоса